# Recinte fortificat de Figuerola d'Orcau
El Recinte fortificat de Figuerola d'Orcau és una obra de Isona i Conca Dellà (Pallars Jussà) declarada Bé Cultural d'Interès Nacional.

## Descripció
Vila fortificada situada dalt d'un turonet. Cinc portals donaven accés a l'interior del recinte, tres d'ells originals: el del Marquesó, el de la Font i el de Marisans. Queden altres restes de mur del recinte.